# Хоккей на траве в Пакистане
Хоккей на траве в Пакистане считается самым популярным видом спорта.

## Период становления
Хоккей на траве стал популярен на территории Пакистана ещё со времён Британской Индии. Самостоятельная история пакистанского хоккея на траве началась в 1947 году, сразу после образования государства, когда Британская Индия была разделена на Индию и Пакистан. В 1948 году была создана Федерация хоккея на траве Пакистана, в том же году она стала членом Международной федерации хоккея на траве. Первыми крупными соревнованиями, в которых участвовала мужская сборная Пакистана, стали летние Олимпийские игры 1948 года в Лондоне, где она заняла 4-е место.
Для пакистанского хоккея была характерна высокая техника и хорошая физическая подготовка игроков.

## Национальные соревнования
С 1961 года разыгрывается чемпионат Пакистана. Первоначально в нём участвовали ведомственные команды: вооружённых сил, таможни, полиции, Пакистанских международных авиалиний, национального банка. Сезон длится почти круглый год, за исключением периода тропических дождей.
В конце 1970-х в Пакистане насчитывалось около 400 тысяч занимающихся хоккеем на траве. Большинство из них представляли вооружённые силы, где хоккей на траве был основным предметом физической подготовки.
В 2016 году была создана Пакистанская хоккейная лига, в которую вошли шесть команд: «Исламабад Викингс», «Пешавар Залми», «Кветта Дефендерз», «Фейсалабад Спартанс», «Карачи Кангарус» и «Лахор Бадшахс». Это высший уровень пирамиды пакистанского мужского хоккея на траве. В 2020 году планировалось создать Суперлигу, основанную на франчайзинге: планируется, что сначала в неё войдут пять команд, а затем число участников расширится до 12. Пакистанская федерация хоккея на траве ставит целью возродить прежний уровень игры в стране.

## Международные соревнования
В 1940-80-е годы сборная Пакистана была одной из сильнейших в мире. В 1956 году пакистанцы впервые завоевали медаль хоккейного турнира летних Олимпийских игр в Мельбурне, а в 1960 году в Риме прервали гегемонию сборной Индии, нанеся ей первое поражение на олимпийских турнирах и не дав завоевать олимпийское золото впервые в истории выступлений. 1950-70-е годы прошли под знаком острого соперничества индийских и пакистанских хоккеистов: в 1964 году сборная Индии вернула себе олимпийское золото, но затем чаще уступала. С 1971 года стали разыгрываться чемпионаты мира, где пакистанцы чаще оказывались выше.
В 1970-е годы пакистанские тренеры активно занимались тактическим новаторством, искали новые схемы игры.
В конце 1980-х сборная Пакистана постепенно стала сдавать позиции в международном хоккее на траве. Апофеозом спада стало непопадание на летние Олимпийские игры 2016 года в Рио-де-Жанейро — впервые в истории пакистанского хоккея на траве.
Всего мужская сборная Пакистана три раза выигрывала летние Олимпийские игры (1960, 1968, 1984), четыре раза — чемпионат мира (1971, 1978, 1982, 1994), три раза — чемпионат Азии (1982, 1985, 1989), восемь раз — летние Азиатские игры (1958, 1962, 1970, 1974, 1978, 1982, 1990, 2010), три раза — Трофей чемпионов (1978, 1980, 1994).
Женская сборная Пакистана за десятилетия существования ни разу не участвовала в международных турнирах.
Пакистан неоднократно принимал крупные международные турниры. В 1971 году здесь планировали провести первый в истории чемпионат мира, но этому помешали антииндийские настроения: на фоне напряжённых отношений между двумя государствами в стране дестабилизировалась обстановка, вскоре началась Третья индо-пакистанская война. В итоге мужской чемпионат мира прошёл в Пакистане только в 1990 году, его принял Лахор.
В 1982 году в Карачи проводился первый в истории мужской чемпионат Азии.
11 раз в стране проводился мужской Трофей чемпионов: в Лахоре в 1978, 1988, 1994, 1998 и 2004 годах, в Карачи в 1980, 1981, 1983, 1984, 1986, 1992 годах.

## Известные представители

### Олимпийские чемпионы
- 1960: Абдул Рашид, Хуршид Аслам, Манзур Хуссейн Атиф, Муштак Ахмед, Башир Ахмед, Гулам Расул, Анвар Ахмед Хан, Хабиб Али Кидди, Мунир Дар, Абдул Хамид, Абдул Вахид, Мотиулла Хан, Насир Бунда, Нур Алам.
- 1968: Закир Хуссейн, Танвир Дар, Тарик Азиз, Риаз уд-Дин, Саед Анвар, Риаз Ахмед, Гульраиз Ахтар, Фазалур Рехман, Халид Махмуд, Ашфак Ахмед, Тарик Ниязи, Мухаммад Асад Малик, Джахангир Батт, Абдул Рашид.
- 1984: Сиед Гулам Моинуддин, Шахид Али Хан, Касим Зия, Насир Али, Абдул Рашид аль-Хасан, Аяз Махмуд, Наим Ахтар, Калимулла Хан, Манзур Хуссейн, Хассан Сардар, Ханиф Хан, Халид Хамид, Таукир Дар, Иштиак Ахмед, Салим Шервани, Муштак Ахмед.

Манзур Хуссейн Атиф был одним из самых выдающихся пакистанцев в хоккее на траве. В качестве игрока он завоевал на Олимпийских играх золото и два серебра, в качестве тренера — два золота и бронзу, а также высшую награду чемпионата мира. Кроме того, он 11 лет руководил Пакистанской федерацией хоккея на траве, 29 лет был вице-президентом Азиатской федерации хоккея на траве.

### Лучший игрок мира по версии FIH
Хоккеисты Пакистана не признавались Международной федерацией хоккея на траве лучшими по итогам года, но были номинированы на это звание. В 2005 году в число претендентов входили Сохаил Аббас и Васим Ахмад, в 2007 году — Дилавар Хуссейн. В 2006 году на звание лучшего молодого игрока мира был номинирован Шакиль Аббаси, в 2012 году — Мухаммад Ризван-младший.